# Luca della Robbia
Luca della Robbia (ur. 1399 we Florencji, zm. 20 lutego 1481, tamże) – włoski rzeźbiarz, jeden z głównych mistrzów wczesnego włoskiego renesansu (quattrocento). Pracował we Florencji. Tworzył rzeźby w brązie, marmurze i terakocie. 

## Życiorys
Niewiele wiadomo o jego wczesnej twórczości. Jego pierwszym udokumentowanym dziełem jest kantoria - marmurowa trybuna śpiewacza - dla katedry Santa Maria del Fiore (1431-38, dziś w muzeum katedralnym). 
Zasłynął jako wynalazca techniki barwnie glazurowanych rzeźb z wypalanej gliny. Wykonywał je od ok. 1442. Były to płaskorzeźby, medaliony, ołtarze, grupy rzeźbione, rozpowszechnione w całej Toskanii, zdobiące liczne muzea (Paryż, Berlin, Londyn, Florencja itd.). Jednymi z najważniejszych dzieł stworzonych w tej technice są rzeźby w Kaplicy Pazzich przy kościele Santa Croce we Florencji. Typowym przedstawieniem stał się biały wizerunek Maryi z Dzieciątkiem na błękitnym, płaskim tle (np. Madonna z jabłkiem 1455-60, Museo Nazionale del Bargello).
Uczniami Lucca della Robbia byli m.in. Andrea della Robbia i jego pięciu synów, m.in. Giovanni della Robbia (1469—1529) i Girolamo della Robbia (1488—1566).

## Kantoria
Pierwotnie znajdowała się nad drzwiami do północnej zakrystii katedry florenckiej. Swoją formą przypomina starożytny rzymski sarkofag unoszony na pięciu wspornikach. Architektoniczna dekoracja stanowi ramy dla dziesięciu płaskorzeźb przedstawiających śpiewające, tańczące i grające na rozmaitych instrumentach dzieci i młodzież. Stanowią one niejako ilustracje do psalmu 150, którego fragmenty wypisane są na kantorii. Reliefy cechuje duży stopień zróżnicowania wypukłości. Niektóre fragmenty są oderwane zupełnie od podłoża. Figury szczelnie wypełniają całą powierzchnię kwadratowych plakiet. 

### Płaskorzeźby zdobiące kantorię, Museo dell'Opera del Duomo, Florencja

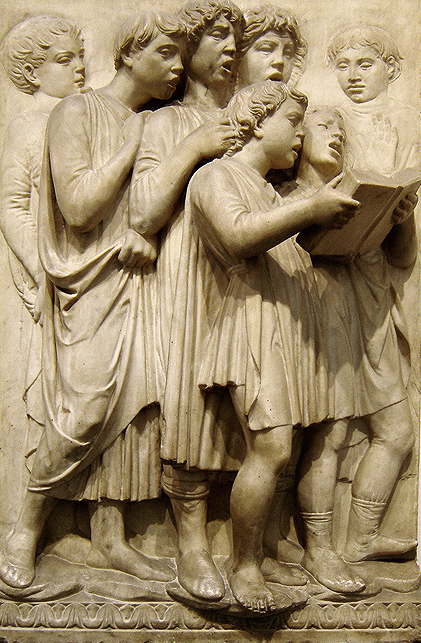
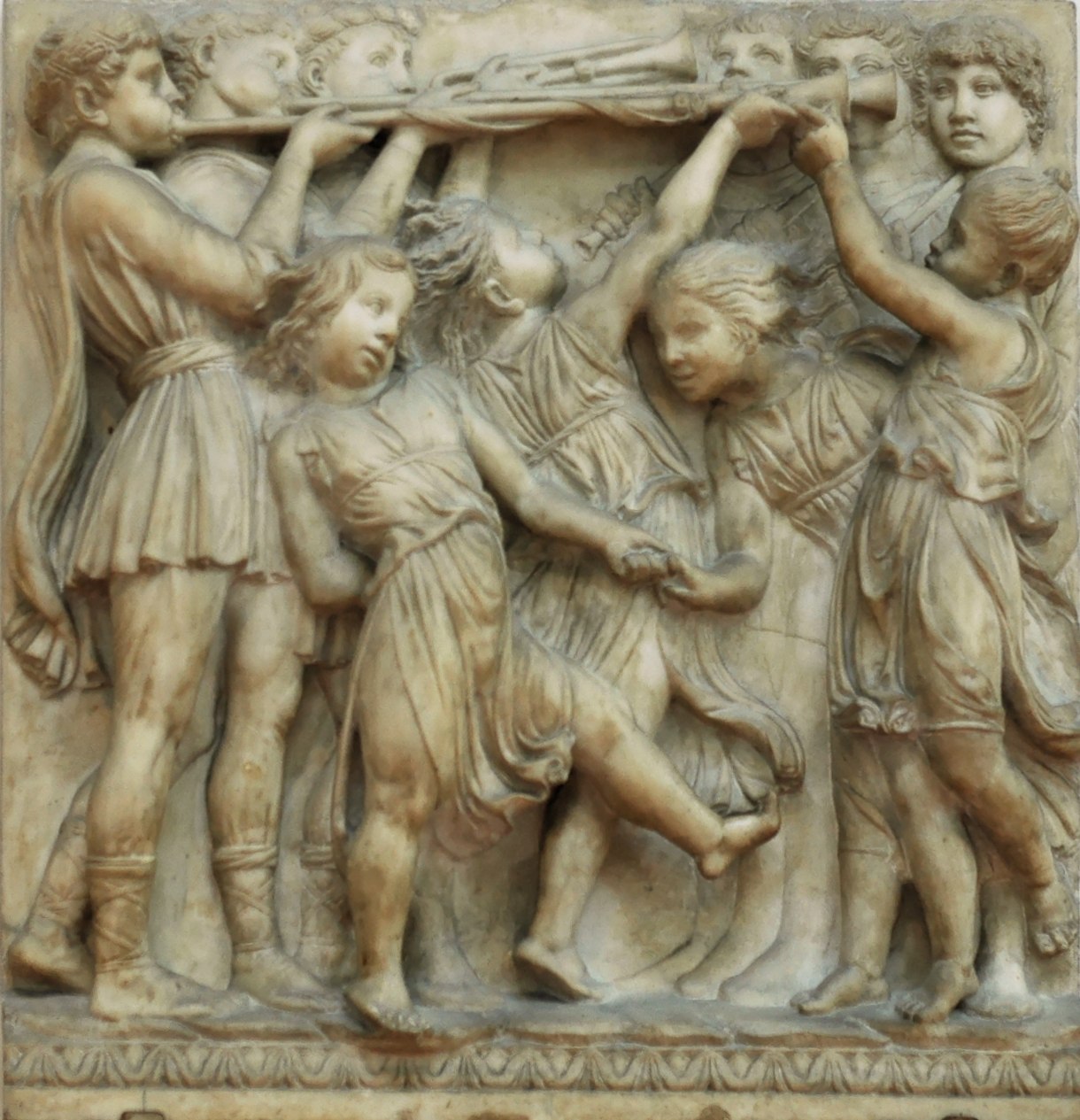
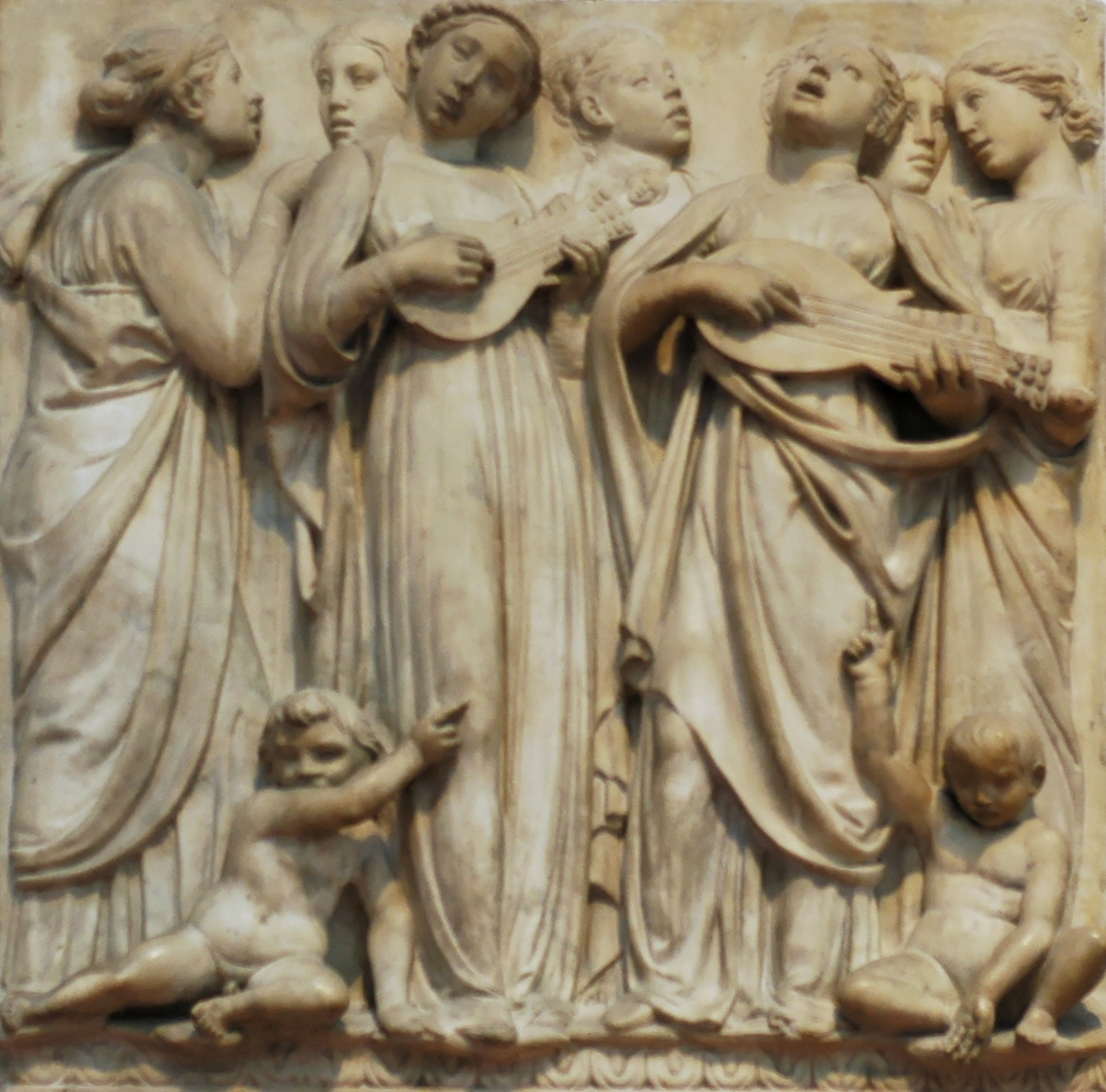
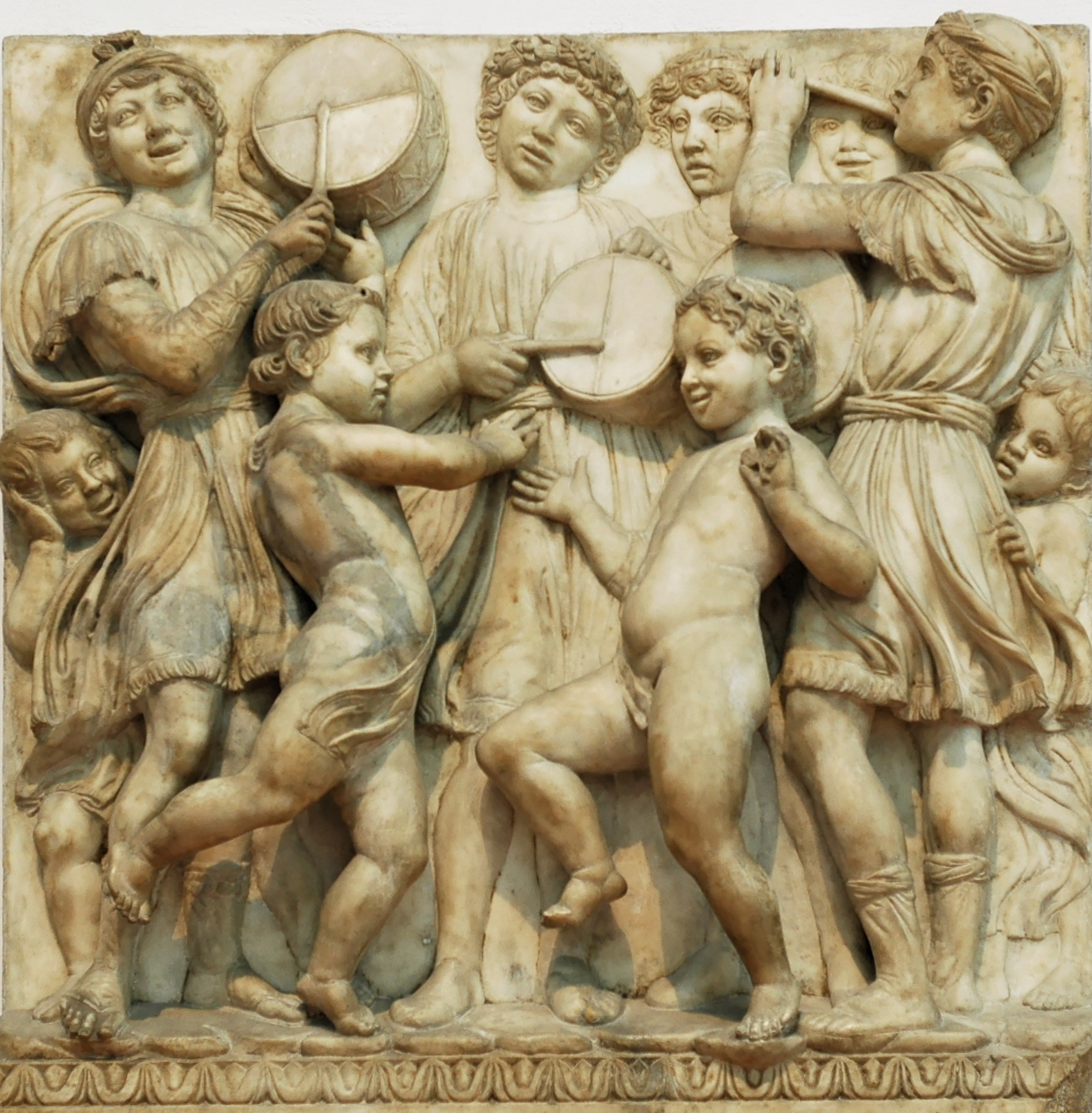
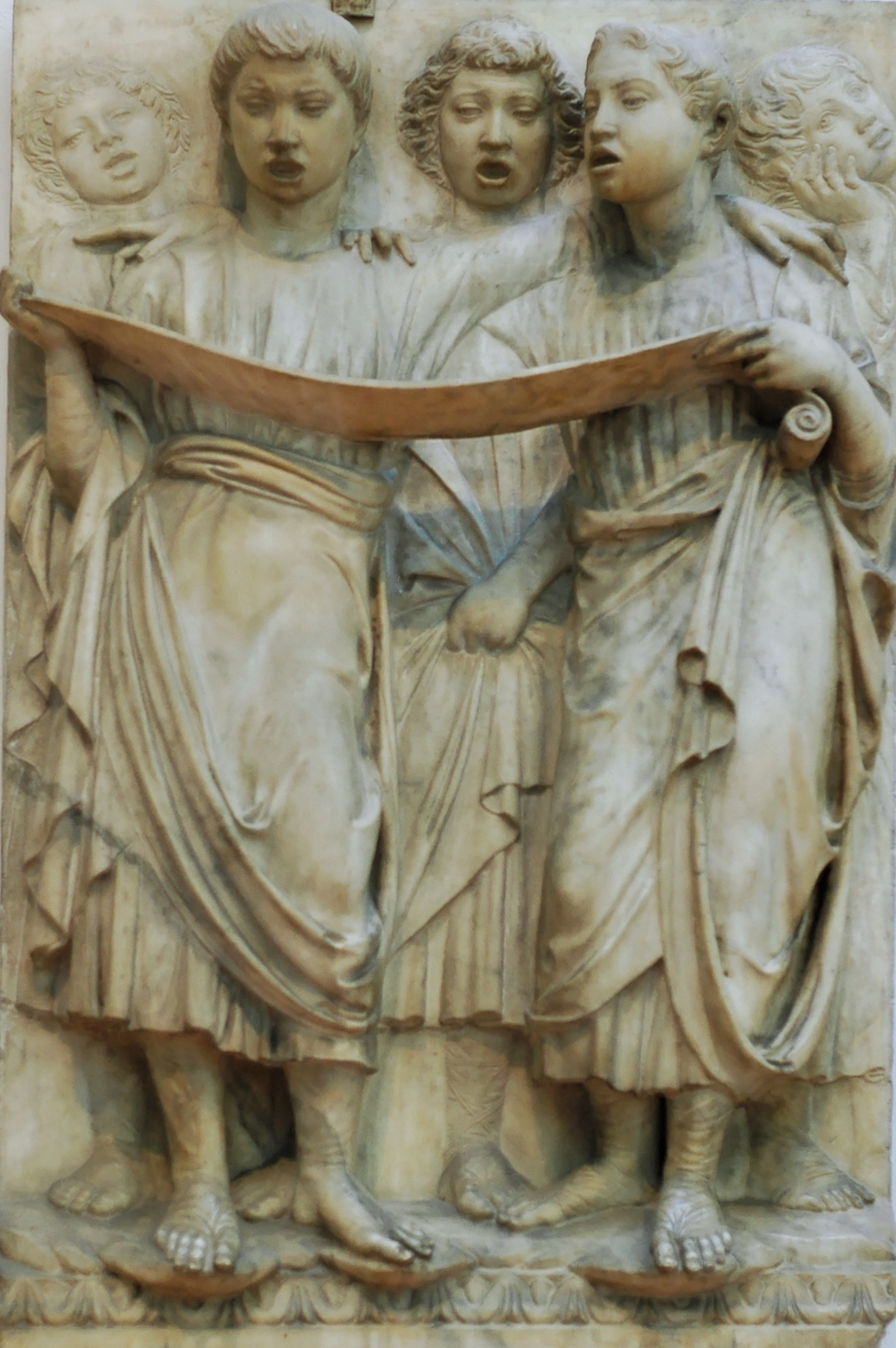
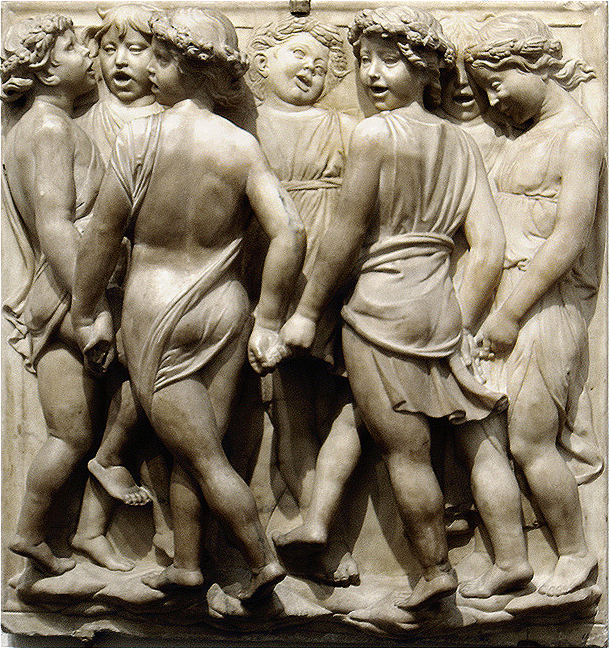
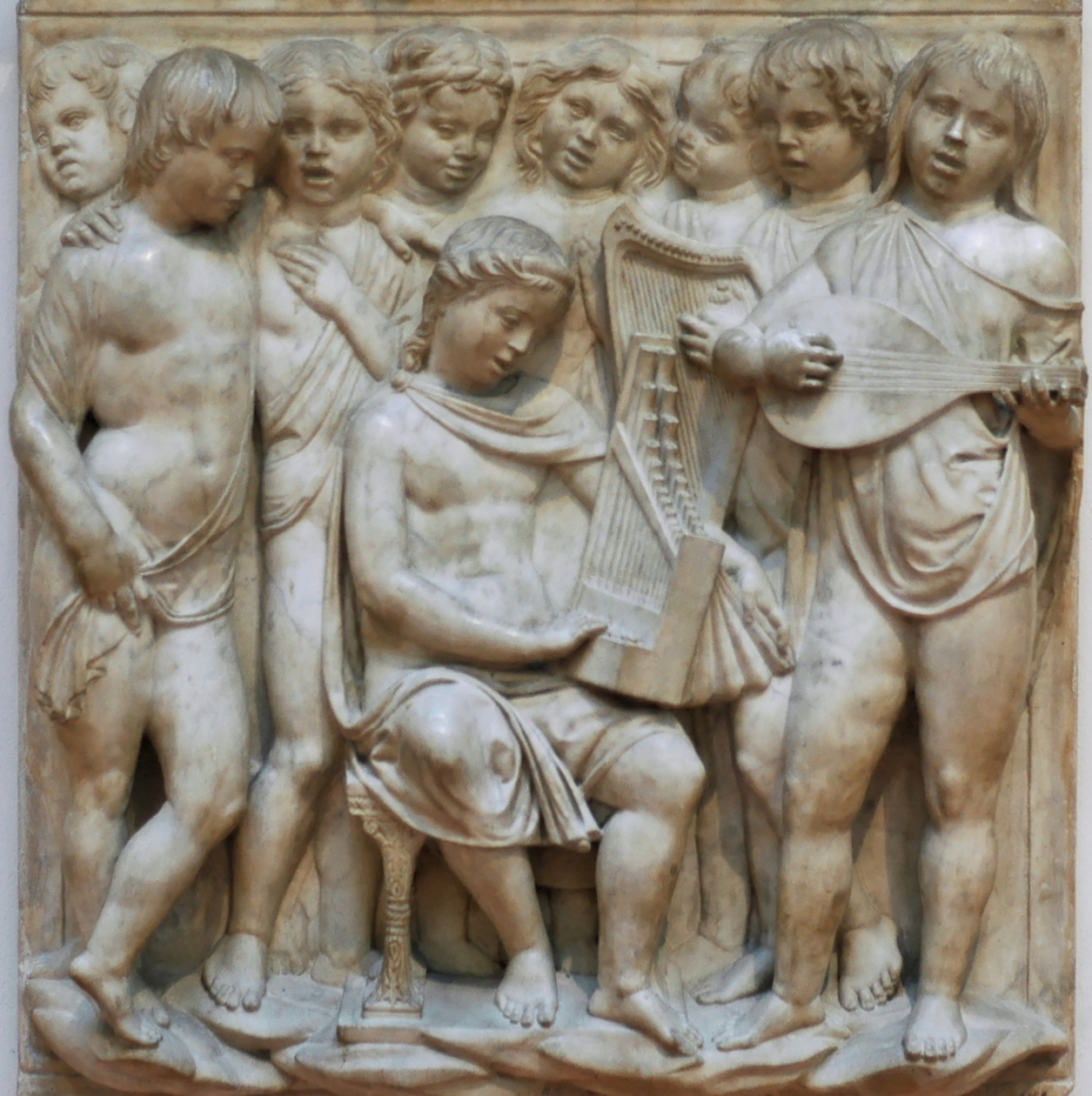
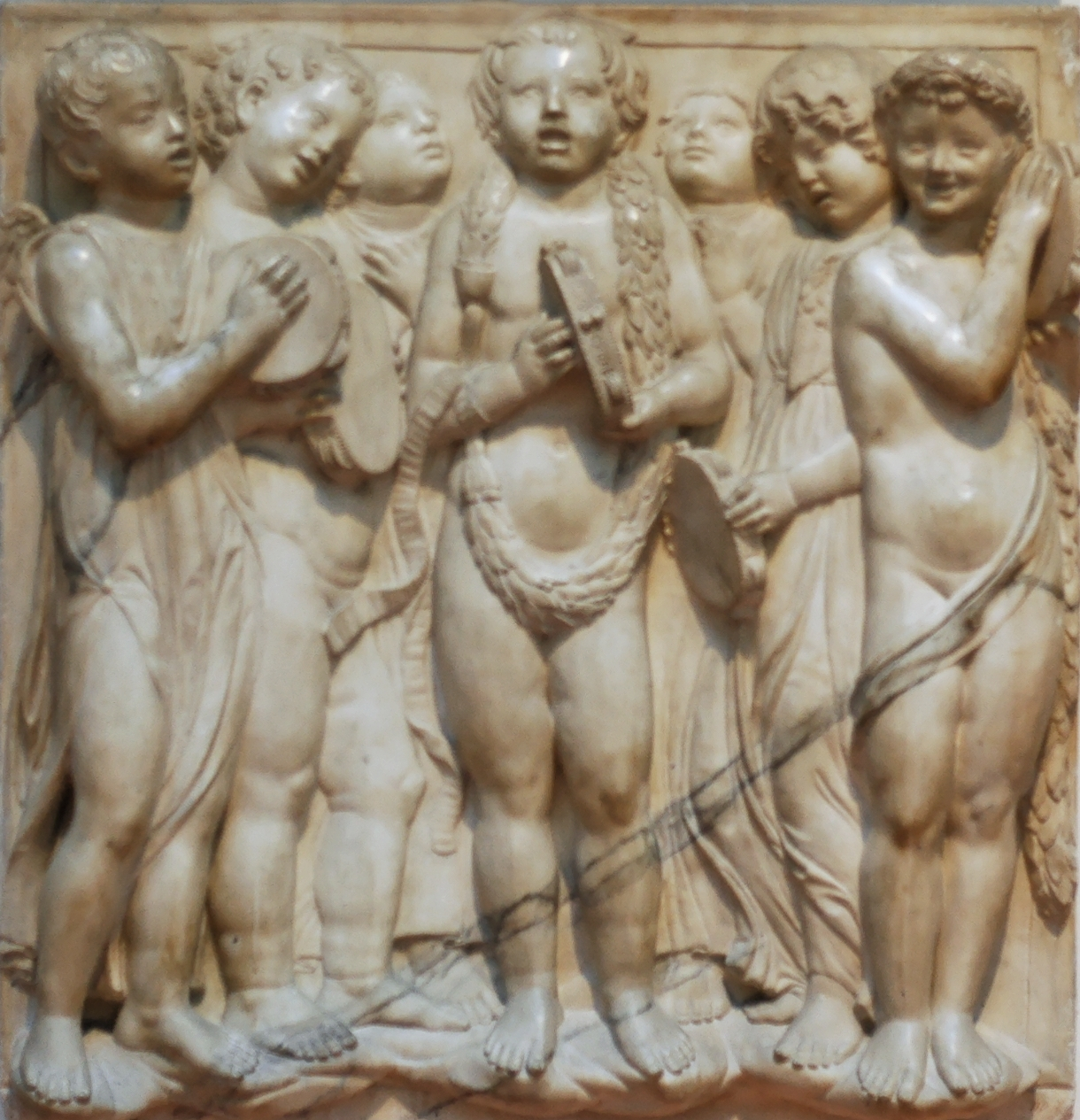
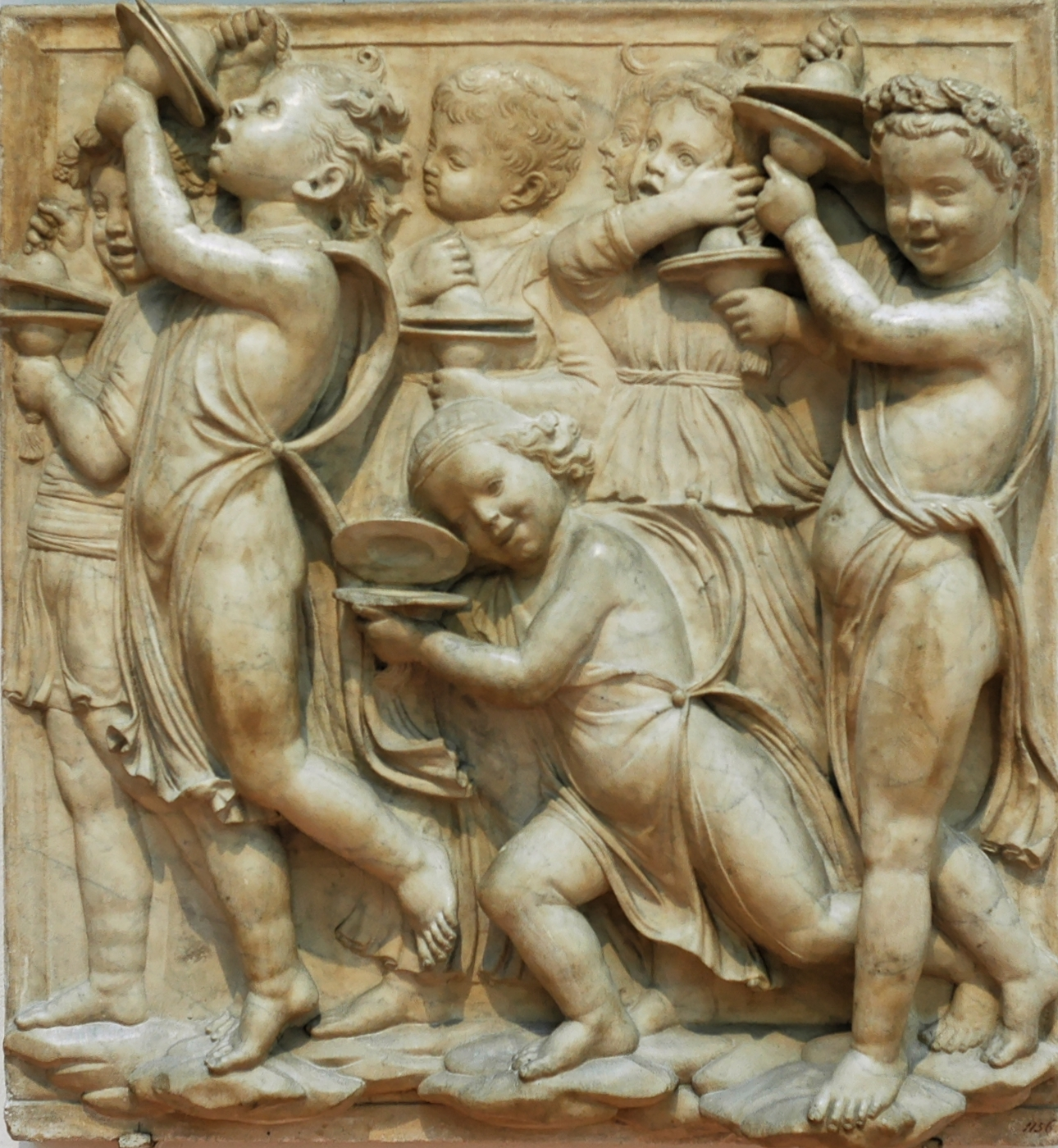

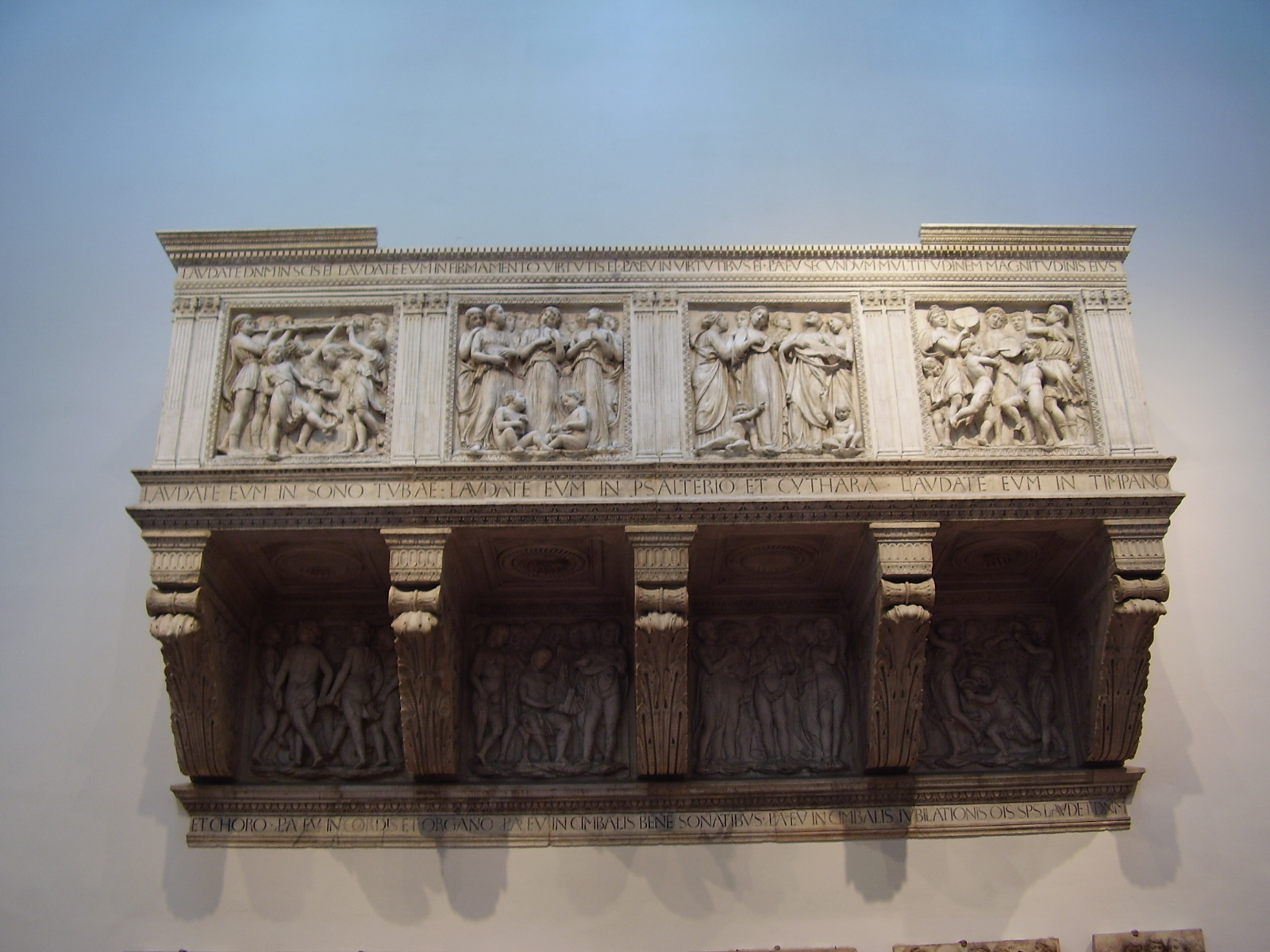